# Isabel Peiró Polo
Isabel Peiró Polo (Sant Gregori, Gironès, 1909 - Miami, 2003) va ser una obrera tèxtil, mestra i activista antifeixista catalana.
Va treballar com a obrera tèxtil, i durant la Segona República va militar al sindicat tèxtil i al Bloc Obrer i Camperol (BOC) de Girona. El 1934 es va traslladar a viure a Barcelona, on es va casar amb el dirigent del BOC Enric Adroher i Pascual, de pseudònim 'Gironella'. Va participar en els fets del 6 d'octubre del 1934 que van significar l'empresonament de membres de la Generalitat de Catalunya. Ja militant del POUM, el desembre del 1936, en plena guerra civil -mentre Andreu Nin era conseller de justícia de la Generalitat- Isabel va ser nomenada directora de la Presó de Dones de Barcelona. Després dels fets de maig del 1937 va ser empresonada en una txeca, i no va ser fins a la fi de la Guerra Civil, dos dies abans de l'entrada de l'exèrcit franquista per la Diagonal, el 26 de gener del 1939, que va ser alliberada per un grup armat del Partit Obrer d'Unificació Marxista, juntament amb altres preses polítiques. A partir d'aquell moment, es va exiliar en diferents països, primer a Mèxic. Va establir-se a França un cop acabada la Segona Guerra Mundial i el 1948 es va dedicar a organitzar el Moviment per a una Europa Socialista, que més tard es transformaria en el Moviment Socialista pels Estats Units d'Europa, del qual tenia el carnet número 5. A finals dels anys 50, es va separar del seu marit i va tornar a Mèxic. Posteriorment, el 1996, va anar a viure a Veneçuela i, finalment, es va traslladar als Estats Units, on residia el seu fill. Va morir a Miami, Florida, l'any 2003.
Isabel Peiró va ser una de les homenatjades per l'Ajuntament de Barcelona en la campanya Ciutat de Dones, el març de 2023.